# Observatoire de la rue Serpente
L'Observatoire astronomique de la rue Serpente appartenait à la Société Astronomique de France. Situé dans le quartier latin de Paris, il a fonctionné de 1890 à 1968, avant d'être transféré à son emplacement actuel à l'Observatoire de la Sorbonne, distant de 500 m.

## Origine
Le 4 avril 1887, le siège de la Société Astronomique de France a été établi à l'Hôtel des Sociétés savantes, un bâtiment abritant différentes sociétés scientifiques situé au 28 rue Serpente dans le 6e arrondissement de Paris,. Sur la suggestion de Camille Flammarion, fondateur de la société, un observatoire a été construit sur le toit du bâtiment. Son but était de populariser l'astronomie et devait être ouvert à tous les membres de la Société. L'observatoire a finalement inclus deux coupoles (qui existent encore aujourd'hui), une salle méridienne, une salle de réunion et une bibliothèque, et il a occupé tout l'étage supérieur du bâtiment. Au fil des ans, la société a donné sur place des cours sur des sujets astronomiques aux amateurs (l’astronomie élémentaire à partir de 1902, analyse spectrale à partir de 1906, mathématiques pour l'astronomie à partir de 1922), donnant ainsi l'opportunité de combiner théorie et pratique en utilisant les lunettes de l'observatoire.

## Première coupole
La première coupole a été construite en 1889 par l'ingénieur Adolphe Gilon(qui a également construit la coupole de l'observatoire de Juvisy). Elle abritait une lunette équatoriale de 108 mm de diamètre construit par Denis Albert Bardou et un cercle méridien de 75 mm fabriqué par Georges Emmanuel Secretan. En 1935, la lunette Bardou a été remplacé par une lunette de 153 mm de diamètre, équipé d'une lentille T. Cooke & Sons, d'une monture réalisée par Maurice Manent et d'un moteur électrique. La nouvelle lunette a été largement financée par une souscription auprès des membres de la société.

## Deuxième coupole
En 1900, le bâtiment a été rénové et une deuxième coupole a été ajoutée. Elle abritait un réfracteur à monture équatoriale d'un diamètre de 190 mm et d'une distance focale de 2 mètres (prolongée plus tard à 3 mètres) construit par Raymond Augustin Mailhat. Ce télescope est resté utilisé jusqu'en 1950, lorsque la société a installé un nouveau réfracteur avec un diamètre de 220 mm et une distance focale de 3 mètres construite par Antonin Benoit. Cet instrument était réservé à l'usage des amateurs, en particulier pour l'observation et la mesure des étoiles doubles ainsi que pour dessiner les surfaces des planètes,.

## Héritage
Les lunettes de l'observatoire de la Société Astronomique de France rue Serpente ont été utilisées par de nombreux amateurs et professionnels au cours de ses presque 80 années d'opération. Beaucoup de jeunes amateurs qui devinrent plus tard des figures importantes de la communauté astronomique utilisèrent l'installation, dont Fernand Baldet, Henri Chrétien, André-Louis Danjon, Ferdinand Quénisset (plus tard astronome à l'Observatoire Camille Flammarion), Gilbert Rougier et beaucoup d'autres. 

## Fermeture
En 1968, l'Université Paris-Sorbonne devint propriétaire de l'Hôtel des Sociétés savantes et la Société Astronomique de France fut contrainte de quitter la rue Serpente. En 1980, le réfracteur de 153 mm qui était autrefois installé dans la première coupole a été retiré et installé dans l'Observatoire de la Sorbonne, où il continue d'être utilisé aujourd'hui par les amateurs et le grand public.